# 342e compagnie autonome de chars de combat
La 342e compagnie autonome de chars de combat est une unité de l'armée française formée en mars 1940 faisant partie du corps expéditionnaire français en Norvège. Ses chars et une petite partie de ses hommes passeront en juin 1940 dans la France libre.

## Historique de la342eCACC

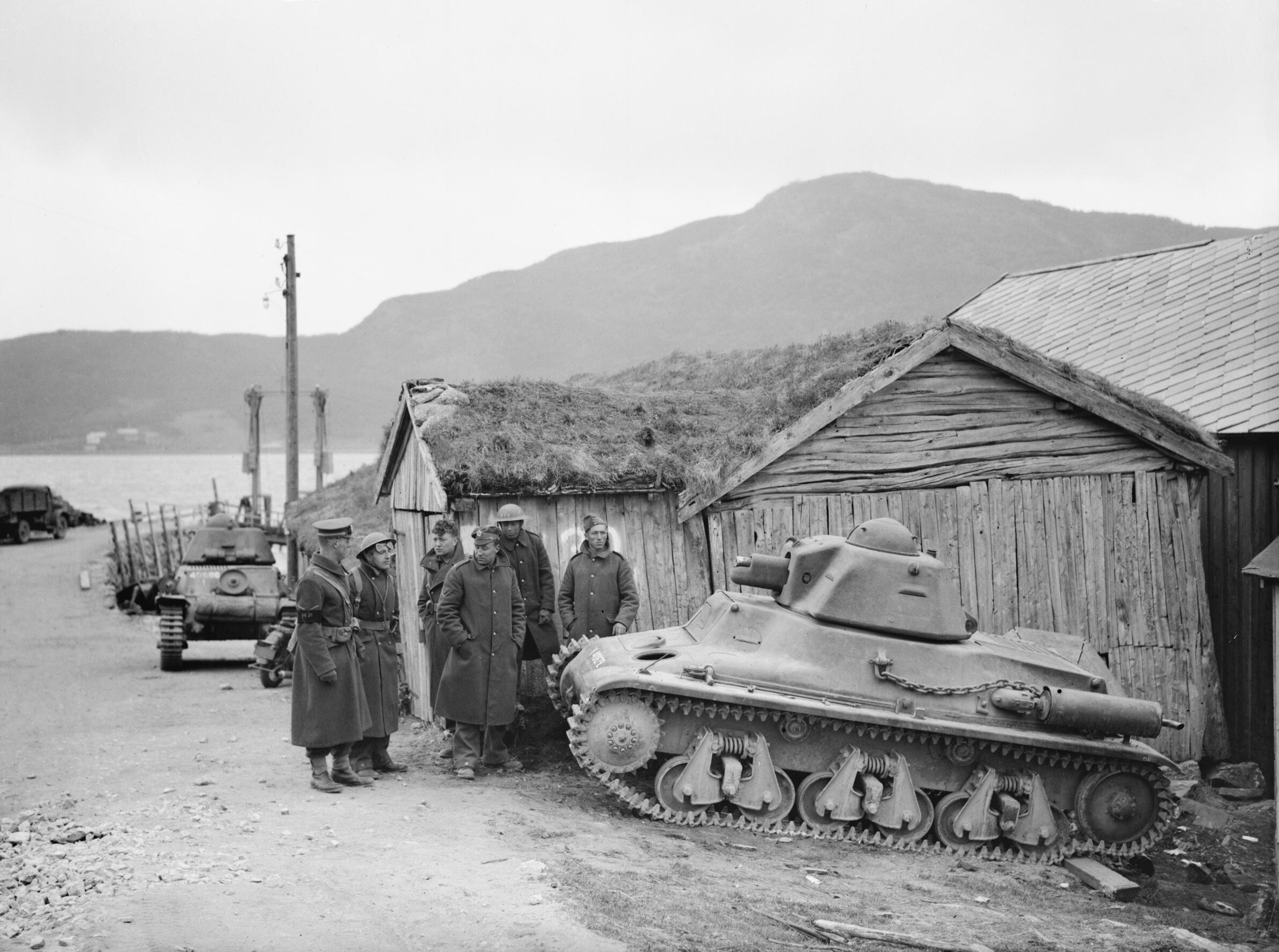
Deux chars de la 1re section de la compagnie, entourés de soldats britanniques à Steinland le 1 6 1940-.

La compagnie est créée à partir de la première compagnie du 42e bataillon de chars de combat en mars 1940. Elle est équipée de douze chars Hotchkiss H39. Elle est rattachée au corps expéditionnaire français en Norvège. Elle appuie le débarquement de l'infanterie à Narvik, Ankenes (en) et Bjerkvik. Le 7 juin avec le reste des forces alliées, elle se replie vers la France pour faire face à l'invasion du territoire français.
Les hommes débarquent en France et sont dirigés vers la Bretagne sans leurs chars qui sont débarqués en Angleterre. 19 hommes de la compagnie refusent l'Armistice et passent en Angleterre. Ils constitueront, avec les chars restés en Angleterre, la 1re compagnie autonome de chars de combat des forces françaises libres.

## Personnalités ayant servi dans l'unité
- Daniel Divry (1912-2001), Compagnon de la Libération.
- Alfred de Schamphelaëre (1915-1944), Compagnon de la Libération.